# Tabanus atratus
Espèce
Tabanus atratus est une espèce de diptères brachycères de la famille des Tabanidae.

## Aire de répartition

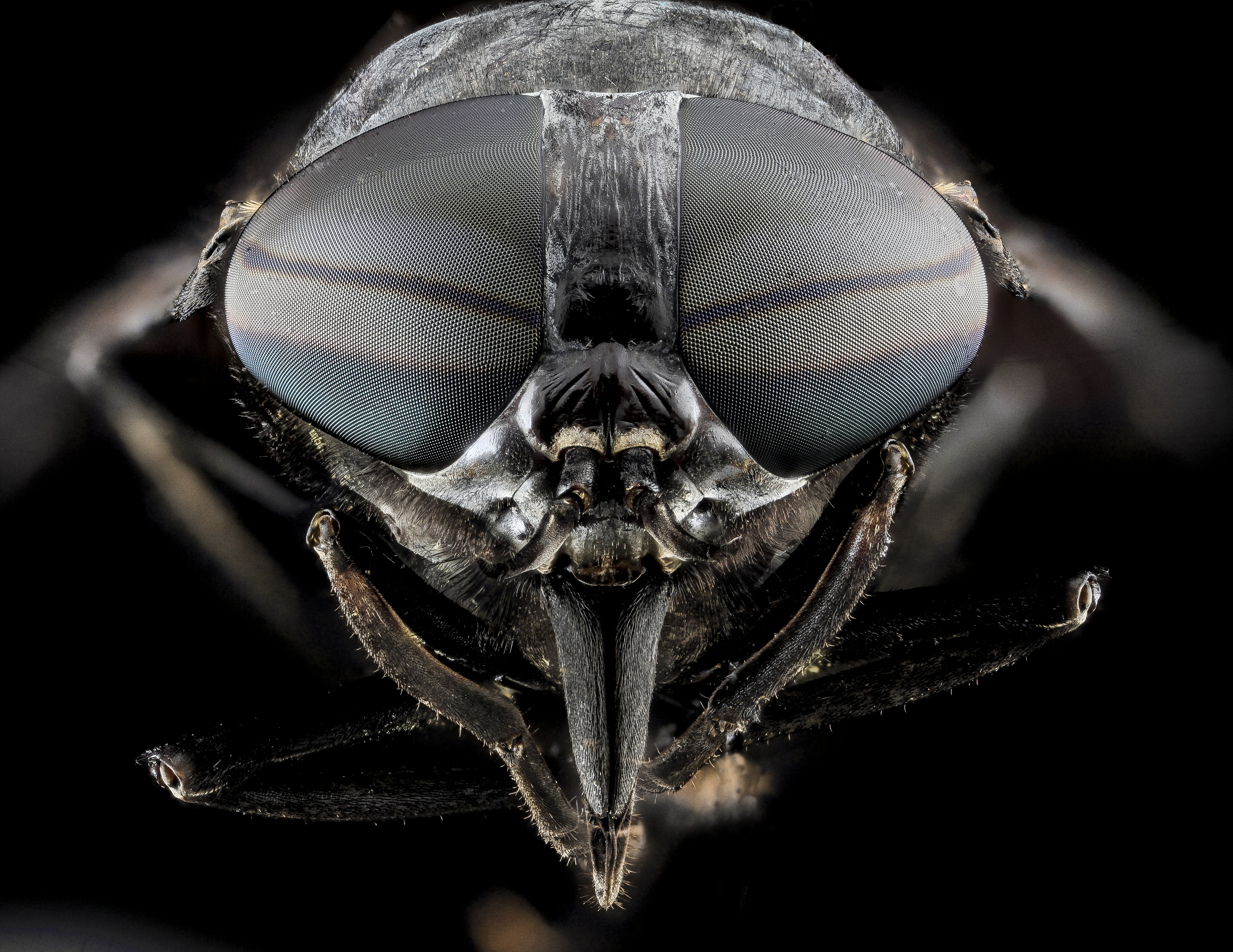
Portrait d'un spécimen à l'Upper Marlboro.

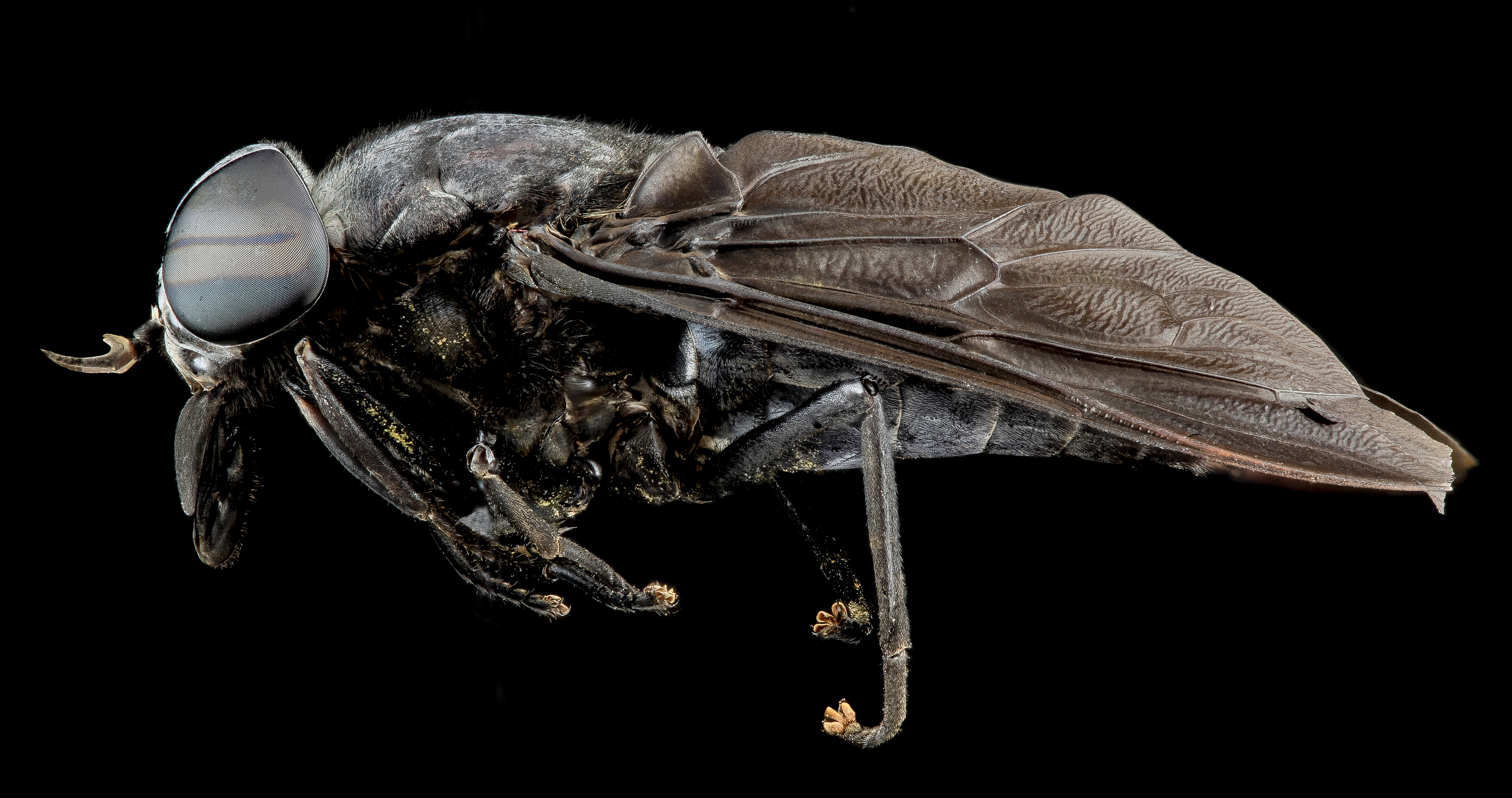
Profil d'un spécimen à l'Upper Marlboro.

Ce taon est endémique d'Amérique du Nord. Il se rencontre principalement à l'Est des États-Unis, mais il a été recueilli tout le long du pays.

## Étymologie
L'épithète spécifique atratus vient du latin atratus (« noirci »), en référence à la coloration (en) de cette espèce.

## Taxinomie
Cette espèce a été décrite en 1775 par l'entomologiste danois Johan Christian Fabricius (1745-1808).